# Liste der Monuments historiques in Vitrimont
Die Liste der Monuments historiques in Vitrimont führt die Monuments historiques in der französischen Gemeinde Vitrimont auf.

## Liste der Immobilien
| Bezeichnung             | Beschreibung                                  | Standort                      | Kennzeichnung | Schutzstatus | Datum | Bild           |
| ----------------------- | --------------------------------------------- | ----------------------------- | ------------- | ------------ | ----- | -------------- |
| Ferme de Léomont        | ehemaliges Benediktinerpriorat, 1914 zerstört | nordwestlich des Ortes (Lage) | PA00106437    | Classé       | 1922  | weitere Bilder |
| Kirche St-Jean-Baptiste | vom Ende des 15. Jahrhunderts                 | Rue du Col de Cissey (Lage)   | PA54000009    | Inscrit      | 1997  | weitere Bilder |

## Liste der Objekte
| Bezeichnung                      | Beschreibung                                    | Standort                              | Kennzeichnung | Schutzstatus | Datum | Bild |
| -------------------------------- | ----------------------------------------------- | ------------------------------------- | ------------- | ------------ | ----- | ---- |
| Grabstein für Gérard de Grayvlin | Stein, um 1562, heute Altarplatte               | in der Kirche St-Jean-Baptiste (Lage) | PM54002009    | Inscrit      | 1994  |      |
| Pietà                            | Holz, farbig gefasst, Ende des 15. Jahrhunderts | in der Kirche St-Jean-Baptiste (Lage) | PM54000999    | Classé       | 1960  |      |